# Линия 8 (Метрополитен Мехико)
Линия 8 — восьмая линия метрополитена Мехико (Мексика). На карте метрополитена окрашена в тёмно-зелёный цвет.
Общая протяженность — 20 078 м, из которых 17 679 м путей используются для перевозки пассажиров, а остальные участки используются в технических целях. Включает в себя 19 станций. Открыта в 1994 году.